# Sigma
Sigma (in greco antico: τὸ σῖγμα?, to sîgma scritto Σ, σ; finale: ς) è la diciottesima lettera dell'alfabeto greco ed è una consonante di tipo sibilante corrispondente alla S latina. La lettera deriva, come tutte le altre, dall'alfabeto fenicio, che però era privo di vocali.

## Grafia
Il grafema sigma minuscolo può essere rappresentato in due modi:
- σ in posizione iniziale o interna,
- ς in posizione finale:

Si veda ad esempio la parola σύστασις (sýstasis, "composizione"). Si ricorda che le lettere minuscole cominciano ad apparire solo nell'alto Medioevo.

### Sigma lunato
Il grafema Σ originario si sviluppò dalla lettera fenicia 𐤔 (Sin).
Nonostante la somiglianza, il sigma lunato (⊂) non ha nulla a che vedere con la C, c latina. Dal sigma lunato derivano le forme σ e ς così come la lettera cirillica С. Il sigma lunato, sia maiuscolo che minuscolo (Ϲ, ϲ) non ha varianti e si scrive allo stesso modo in tutte le posizioni: cύcταcιc.

## Pronuncia
La sua pronuncia dovrebbe essere sempre sorda (come la s di sole) anche in posizione intervocalica, cioè posta tra due vocali (πᾶσα /'pa:sa/, aggettivo, significato: "tutta"); in quest'ultimo caso è diffusa anche la pronuncia sonora /paza/ (come la "s" di "rosa").
I suoni delle lettere dell'alfabeto greco hanno comunque subito una profonda trasformazione nel corso dei secoli e soprattutto nel passaggio dalla fase antica a quella bizantina (dal 529 al 1453 d.C.), che ha mantenuto poi inalterata la pronuncia fino ai giorni nostri.
Nelle scuole italiane ed europee tuttavia viene adottato lo statuto fonetico di Erasmo da Rotterdam, che promosse una lettura del greco nella maniera antica (pronuncia erasmiana o etacista, per il modo in cui viene pronunciata la lettera ἦτα /'ɛ:ta/), esplicata nel Dialogus de recta Latini Graecique sermonis pronunciatione ("Dialogo sulla corretta pronuncia della lingua latina e greca), in contrapposizione su quanto sosteneva il filologo tedesco Johannes Reuchlin, che promosse una pronuncia affine al greco moderno (pronuncia reuchliniana o itacistica. La ἦτα pronunciata /ita/).
Quando è preceduta da una velare, una labiale o una dentale forma una consonante doppia (rispettivamente: ξ, ψ, ζ).

## Altri usi della lettera
La lettera sigma, oltre a essere un grafema di utilizzo linguistico viene impiegata in vari ambiti come simbolo matematico: in statistica viene utilizzata per rappresentare, in termini tecnici, una deviazione standard; in linguistica per rappresentare la sillaba; in meccanica per identificare lo sforzo normale; in fisica per distinguere alcune particelle subatomiche; in matematica per indicare lo spettro di una matrice; la sigma maiuscola (Σ) viene invece usata come simbolo di sommatoria.

In chimica organica si utilizza tale lettera ad indicare i legami sigma,ovvero legami in cui 2 atomi mettono in condivisione un elettrone ciascuno, sovrapponendo i propri orbitali più esterni.
Nell'anatomia il colon sigmoideo, o semplicemente sigma, o colon ileo-pelvico è una parte del colon.
Inoltre è usata per determinare il fattore sigma nei polimeri (macromolecole, ovvero molecole dall'alto peso molecolare) di RNA (acido ribonucleico) e come simbolo della costante di Stefan-Boltzmann (vedi costante fisica).
In linguaggi formali ed in matematica discreta, indica un alfabeto finito di simboli: se seguita dal simbolo * cioè Σ* rappresenta l'insieme delle parole componibili sull'alfabeto Σ inclusa la parola vuota che si rappresenta con la lettera ε (epsilon), se da tale alfabeto è esclusa la parola vuota (detto più genericamente elemento neutro dell'alfabeto) ε il simbolo * viene sostituito dal + ottenendo la nuova simbologia Σ+.
In informatica, {\displaystyle \sigma } è usato per indicare l'operatore di selezione dell'algebra relazionale.
In astronomia indica la dispersione di velocità, ovvero la velocità tipica che possiede un oggetto o gruppo di oggetti all'interno di un gruppo più esteso come una galassia all'interno di un ammasso.